# الودی روگ-دیتریخ
آلودی روگ-دیتریخ (فرانسوی: Élodie Rogge-Dietrich‎؛ زادهٔ ۳ سپتامبر ۱۹۸۳) تنیس‌باز زن اهل کالدونیای جدید-فرانسه است که در بازی‌های پاسیفیک و بازی‌های پاسیفیک کوچک در مجموع برندهٔ ۶ مدال طلا، ۵ مدال نقره، ۲ مدال برنز شده‌است.